# 內華達城 (內華達州)
內華達城（英語：Nevada City）是位於美國內華達州邱吉爾縣的鬼鎮。

## 地理
內華達城所處的海拔為高於海平面1198米（即3930英呎），而該地所採用的時區為UTC-8，即太平洋时区（PST）。同時該地設有夏令時間，為UTC-8調快一小時，即UTC-7（PDT）。